# Brian James (chitarrista)
Brian James (Londra, 18 febbraio 1955 – 6 marzo 2025) è stato un chitarrista britannico di punk rock, noto per aver suonato in diversi gruppi, come i Damned e i Lords of the New Church.

## Biografia
Il suo primo gruppo furono i London SS e successivamente suonò con un altro gruppo chiamato The Bastards. Dopo questa esperienza fondò i Damned, con i quali suonerà nell'album di esordio, Damned Damned Damned (1977), e nel secondo, Music for Pleasure (1977), per poi lasciare il gruppo.
Ha suonato con i Saints nel loro album del 1982, Out in the Jungle. Fondò inoltre i Tanz Der Youth e, successivamente, The Lords of the New Church con Stiv Bators, registrando tutti i loro tre album esuonando nel periodo 1982-1989.
 Collaborò dal vivo con Iggy Pop nel tour di New Values.

## Discografia

### Solista
- 1982 – Why? Why? Why?/Where Did I Find a Girl Like You? - (singolo su Illegal Records)
- 1979 – Ain't That a Shame/Living in Sin & I Can Make You Cry (singolo su I.R.S. Records, con Stewart Copeland alla batteria)
- 1990 – Brian James
- 2015 – The Guitar That Dripped Blood

### Con i Damned
- 1977 – Damned Damned Damned
- 1977 – Music for Pleasure

### Con i Lords of the New Church
- 1982 – The Lords of the New Church
- 1983 – Is Nothing Sacred?
- 1984 – The Method to Our Madness